# Soonchis van Saïs
Soonchis van Saïs is een Egyptische priester uit de 6e of 7e eeuw v.Chr. die samen met Psenopis van Heliopolis in de biografie van Solon van Plutarchus "de wijsten van de priesters" genoemd wordt. Hij en Psenopis van Heliopolis hebben de mythe van Atlantis en waarschijnlijk nog andere mythes waaronder die van de val van Phaeton overgeleverd aan Solon op een van zijn reizen in Egypte.